# Mariner–2
Mariner–2 az amerikai Mariner-program második űrszondája, Vénusz-szonda. Az első űreszköz, amely méréseket továbbított a Földre egy másik bolygó közvetlen közeléből.

## Küldetés
A NASA 1962-ben ugyanabban az indítási ablakban állították pályára, a Mariner–1 sikertelensége miatt a Vénusz irányába a Mariner–2-t.  Cél a Vénusz felderítésének segítése. A gyakorlatnak megfelelően kettő műholdat építettek, ha az első meghibásodik, akkor kis csúszással a második, a tartalék veszi át a tudományos kutatási szerepet.

## Jellemzői
A Mariner űrszondákat a NASA Jet Propulsion Laboratoryumában fejlesztették, irányításával építették. Üzemeltette a NASA és a Office Space Science and Applications (OSSA) .
Megnevezései: Mariner–2; Mariner R-2; COSPAR: 1962-041A (αρ1). Kódszáma: 374.
1962. augusztus 27-én Floridából, a Cape Canaveral (KSC) Kennedy Űrközpontból, a LC–12 (LC–Launch Complex) jelű indítóállványról egy Atlas–Agena B hordozórakétával emelkedett a magasba. Az Atlasz rakétafokozat kiégése után a Agena fokozat gyorsította fel az űrszondát a második kozmikus sebességre, hogy a Vénusz közelébe kerülhessen.

### Felépítése
Alakja hatszögletű hasáb, átmérője 1,5, magassága nyitott állapotban 3 méter. Magnézium-ötvözetből készült a ház és az műszerek többsége. Az űregység teljes tömeg 202,8, a műszercsomag súlya 18,6 kilogramm. A súly többi részét a vázszerkezet, a napelemek (2 darab, 5 méter hosszú, 9800  napelemet tartalmazó napelemtábla), az éjszakai (földárnyék) energia ellátását ezüst-cink akkumulátorok, az adóantennák (egy kőrsugárzó és egy 1,2 méter átmérőjű parabolaantenna) és egyéb segédberendezések tették ki. Belső hőmérsékletének állandóságát hőszabályozók biztosították. Három tengelyesen, giroszkóppokkal forgás-stabilizált űreszköz. Stabilitásának beállítását hideg gázfúvókák segítették. Pályakorrekciókat 10 darab 210 atmoszféra nyomású hidrazinnal működő fúvókák biztosították. A programellenőrző számítógép szabályozható. A mérőműszerek a sugárzásmérők kivételével folyamatosan működtek.

### Programja
Szeptember 4-én a Földtől 2,4 millió kilométerre pályakorrekciót hajtottak végre. Ennek hatására 109 napig tartó repülés után december 14-én 34 745 kilométernyire közelítette meg a bolygót. Egy mesterséges űreszköz  először végzett méréseket és küldött információkat a Földre. Ekkor a Föld és a Vénusz mintegy 50 millió kilométer távolságban volt egymástól. Felfedezte, hogy a Vénusz  felszíne nagyon forró és felhők takarják. Műszerezettség hiányában nem tudta mérni a légkör széndioxid-tartalmát. A megközelítés után a szonda 345,9 napos Nap körüli, heliocentrikus pályára állt.. Az aktív kapcsolatot 1963. január 3-ig, 87 millió kilométer távolságig sikerült tartani. Méréseinek köszönhetően jelentősen pontosították a csillagászati egység értékét.

### Műszerezettsége
- Mikrohullámú radiométer – a Vénusz hőmérsékletének mérésére.
- Vörös tartományban mérő spektrométer a felhőzet vizsgálatára.
- Háromtengelyű magnetométer a bolygóközi tér, a Vénusz mágneses terének mérésére.
- Ionozáló kamra és három Geiger–Müller-számláló a nagy energiájú sugárzások mérésére.
- Plazmadetektor – a Napból érkező töltött részecskék analizálására.
- Vizsgálta a mikrometeoritokat, a napszelet.

## Érdekesség
A Mariner–2 volt az első, ember készítette űreszköz, ami a Vénusz közelségébe jutott, ott méréseket végzett és az adatokat továbbította a Földre.

## Külső hivatkozások
- NASA-Jet Propulsion Laboratory Guide to Mariner 2
- Mariner–2. lib.cas.cz. [2013. október 13-i dátummal az eredetiből archiválva]. (Hozzáférés: 2014. február 20.)
- Mariner-program. astronautix.com. (Hozzáférés: 2014. február 20.)
- Mariner-program. airandspace.si.edu. [2015. január 18-i dátummal az eredetiből archiválva]. (Hozzáférés: 2014. február 20.)
- Mariner–2. nasa.gov. [2014. február 25-i dátummal az eredetiből archiválva]. (Hozzáférés: 2014. február 21.)

| Elődje: Mariner–1 | Mariner-program 1962–1973 | Utódja: Mariner–3 |